# Timeless (album de John Abercrombie)
Pour les articles homonymes, voir Timeless.
Albums de John Abercrombie
Friends
(1971) Gateway
(1975)
Timeless est le deuxième album du guitariste de jazz américain John Abercrombie.
Enregistré les 21 et 22 juin 1974 au Generation Sound Studio à New York et produit Manfred Eicher, il est paru en 1975 sur le label ECM Records.

## Titres
Toutes les compositions sont de John Abercrombie, sauf Lungs et Red and Orange composés par Jan Hammer.

### Face 1
1. Lungs - 12:09
2. Love Song - 4:35
3. Ralph's Piano Waltz - 4:56

### Face 2
1. Red and Orange - 5:24
2. Remembering - 4:32
3. Timeless - 11:57

## Musiciens
- John Abercrombie : guitare électrique
- Jack DeJohnette : batterie
- Jan Hammer : orgue, synthétiseur, piano